# Antonio Maria Ayala
Antonio Maria Ayala (Mineo, 24 giugno 1818 – Spalato, 14 dicembre 1887) è stato un missionario italiano.
Appartenne all'ordine dei gesuiti; dopo gli studi completati in Sicilia, si trasferì a Ragusa in Dalmazia nel 1845. Trascorse i primi anni come parroco in Erzegovina orientale, poi dal 1852 fino alla sua morte fu missionario in Dalmazia e in altre regioni croate. Dal 1859, fu a capo di un gruppo di missionari e dal 1870 al 1875 rettore della casa dei gesuiti di Ragusa (1870-1875). Autore della maggior parte delle relazioni annuali sulle spedizioni missionarie in Croazia (stampati in Italia) e ha lasciato diari manoscritti sulle attività missionarie. Ha pubblicato libri e opuscoli di contenuto spirituale anche in lingua croata.